# 火真
火真（1349年—1409年），原名火里火真，蒙古人，明朝军事人物，同安侯。
元朝末年，居上都开平府（今内蒙古多伦县西北）。洪武十四年（1381年），火真率领一百七十余户归顺明朝，居住在北平府，任燕山中護衛千戶。靖难之役时，跟随燕王朱棣起兵，攻打真定，并以先馳突耿炳文阵营，获大胜。之后袭击大寧，戰鄭村壩。此后累任都督僉事，封同安侯，祿千五石。永乐年间，出镇宣府镇，防备阿鲁台、鬼力赤。永乐七年（1409年），郭骥出使蒙古，被本雅失里杀死。火真作为右副将军，跟随丘福北征出塞，后兵败战死。爵位被除。子孫世襲觀海衛千戶。
子孙中有火斌为武举出身，并与倭寇交战。